# Myrmosinae
Myrmosinae (лат.) — подсемейство ос-немок (бархатные муравьи, Velvet ants) из семейства Mutillidae отряда перепончатокрылые насекомые, или отдельное семейство Myrmosidae в составе надсемейства Pompiloidea.

## Описание
Глаза опушенные, овальные. Самки бескрылые, самцы крылатые. Глазки развиты. Передний край лба самок со срединным отростком или продольным килем. Пронотум отделён от мезонотума. Клептопаразиты пчёл и ос.

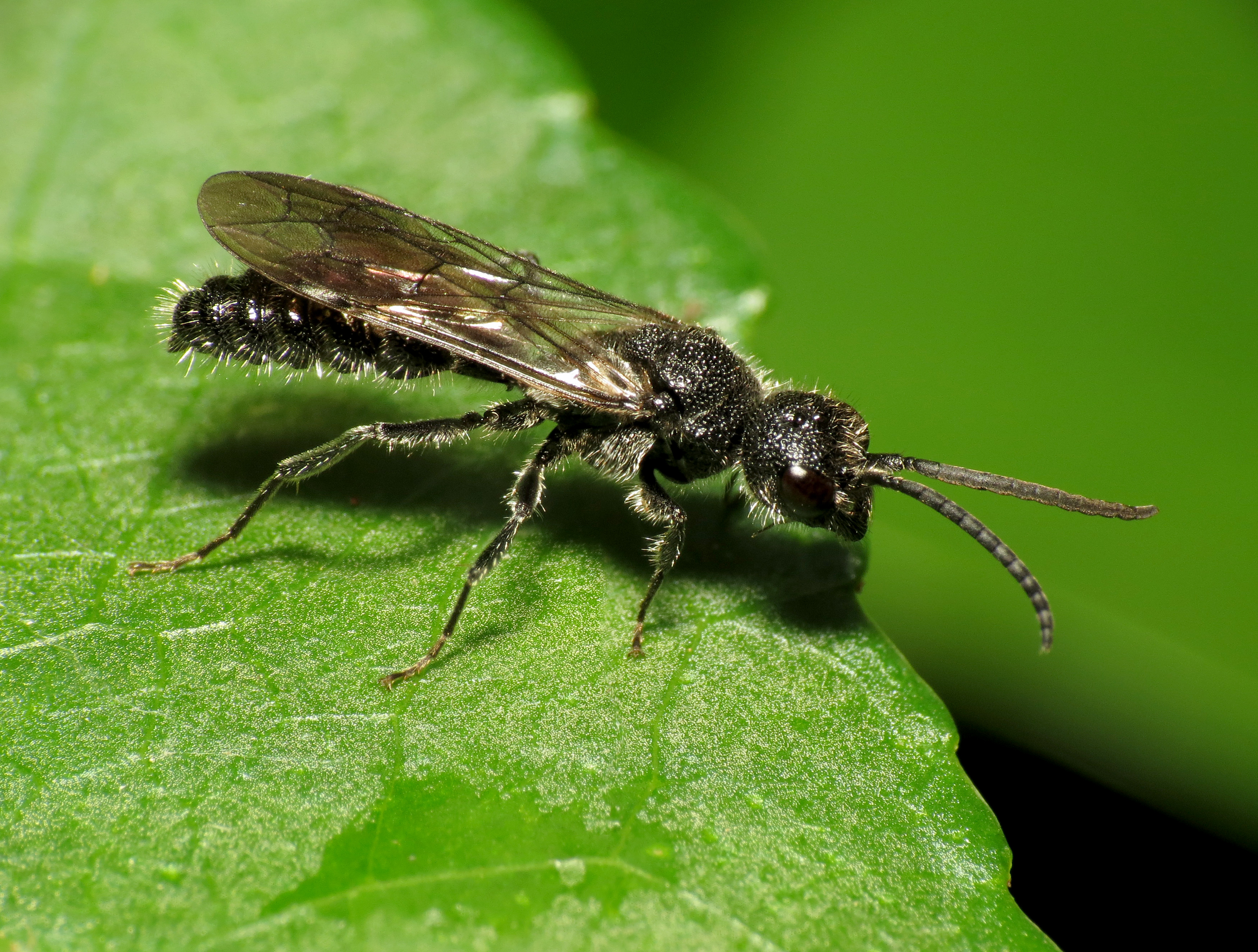
Myrmosa unicolor, самец

## Классификация
Более 35 видов. Палеарктика. Неарктика. Индо-Малайская область. В результате молекулярно-генетических исследований надсемейства Vespoidea (Pilgrim et al., 2008) семейство Mutillidae было признано парафилетичным и подсемейство Myrmosinae выделено в отдельное семейство Myrmosidae в составе надсемейства Pompiloidea.
В 2017 году была разработана новая классификация всех ос-немок (Mutillidae) из 8 подсемейств и 216 валидных родов, в которой предложено включить в Myrmosinae две трибы: Kudakrumiini и Myrmosini.
В 2023 году было предложено снова повысить статус группы до отдельного семейства Myrmosidae (с подсемействами Kudakrumiinae и Myrmosinae) как сестринское к Sapygidae.
- Carinomyrmosa Lelej, 1981
- Erimyrmosa Lelej, 1984
- Krombeinella Pate, 1947
- Kudakrumia
- Leiomyrmosa
- Myrmosa Latreille, 1796
- Myrmosina
- Myrmosula
- Nothomyrmosa
- Paramyrmosa Saussure, 1880
  - Paramyrmosa pulla (Nylander, 1847)
- Protomutilla
- Pseudomyrmosa